# Maré Viva (série de TV)
Maré Viva (sueco: Springfloden) é uma série televisiva de drama sueca. Teve a sua estreia a 6 de março de 2016 na SVT. Foi escrita por  Rolf e Cilla Börjlind e é baseado no seu romance criminal com o mesmo nome publicado em 2012.
Os dois protagonistas são representados por Kjell Bergqvist (Tom Stilton) e Julia Ragnarsson (Olivia Rönning). Bergqvist ganhou um prémio Kristallen de "Melhor Ator numa Série Televisiva".
A segunda série estreou em setembro de 2018.

## Enredo
Temporada 1 – Em agosto de 1990, um homicídio sádico de uma mulher grávida foi cometido na ilha de Nordkoster, Suécia ocidental. A vítima foi enterrada viva na areia, para que a maré crescente lentamente a afogasse. Em junho de 2015, o homicídio, conhecido como o Caso da Praia (sueco: Strandfallet) continua por ser resolvida. Olivia Rönning, uma recruta na Academia da Polícia de Estocolmo, é atribuída ao caso para um projeto de verão. Após descobrir que o seu falecido pai trabalhou no caso original, Olivia torna-se obcecada por resolver o homicídio. Ela procura pelo investigador principal Tom Stilton, que se tornou sem-abrigo e não quer ser lembrado da sua vida antiga. Vídeos horríficos aparecem na internet nos quais outras pessoas sem-abrigo são brutalmente atacadas incluindo amigos de Stilton. Eventualmente Tom ajuda Olivia a investigar o homicídio. Pelo caminho eles são ajudados pela antiga colega de Stilton, Mette Olsäter e pelo seu amigo em comum Abbas el Fassi. Eles são impedidos por Rune Forss, um polícia corrupto e por Jackie Berglund, uma antiga prostituta, patroa e atualmente dona de uma loja.
Season 2 – No fim de 2017 o vizinho próximo de Olivia, Bengt Sahlman, é encontrado enforcado na sua casa pela sua filha adolescente, Sandra. Ele era um funcionário da alfândega. Enquanto isso em Marselha, o corpo desmembrado de Samira Khalil foi descartado na costa. Ela era uma atriz cega e antiga artista de circo. Abbas amava Samira mas ela era casada e então ele deixou a cidade. Olivia acabou o seu ano final na academia mas ainda não escolheu um posto. Ela decide não oficialmente investigar a morte de Bengt, enquanto Tom e Abbas vão a Marselha para se informarem sobre Samira. Mette e sua equipa acreditam que a morte de Bengt está relacionada às drogas perdidas da Alfândega. O homicídio de Samira leva ao submundo da prostituição e dos filmes porno. Primeiro Tom e depois Abbas voltam para Estocolmo deixando a polícia local a procurar pelo suspeito do homicídio, Alain Bressant. Em Estocolmo, Olivia junta-se a um jornalista investigativo de TV, Alex Popov. Eles procuram Jean Borrel, o dono de Albion, que recomendou um medicamento perigoso a lares, levando a mortes que foram encobertas; incluindo a do pai de Bengt. Eventualmente, tanto os homicídios de Bengt e Samira se ligam por provas encontradas num portátil.

## Elenco
- Julia Ragnarsson como Olivia Rönning, uma recruta da academia policial, ela investiga o Caso da Praia de há 25 anos. O seu falecido pai, Arne Rönning (1955–2011), tinha sido um investigador no caso.
  - Olivia já completou o seu treino, tirou 6 meses de férias e voltou para ajudar uma vizinha próxima, Sandra Sahlman, após ela ver o seu pai, Bengt, enforcado na sua casa.
- Kjell Bergqvist como Tom "Jelle" Stilton, um antigo detetive policial, que liderou o Caso da Praia. Como Jelle, ele é sem-abrigo nas ruas de Estocolmo. Ele não quer voltar à sua vida antiga.
  - A viver numa propriedade herdada no Arquipélago de Estocolmo, é-lhe pedido por Abbas ajuda na investigação do homicídio da sua antiga namorada em Marselha.
- Jessica Zandén como Maria Rönning, mãe de Olivia.
  - Olivia culpa-a por não lhe dizer que é adotada. Maria tem um novo namorado.
- Dag Malmberg como Nils Wendt. Fundador da MWM, uma empresa mineira, desapareceu de Estocolmo há 27 anos. Como Dan Nilsson, viveu no México e depois na Costa Rica. Voltou à Suécia em junho de 2015. Morto.
- Cecilia Nilsson como Mette Olsäter, detetive comissária, antiga colega de Tom.
  - Temporariamente substituída pro Rune devido a problemas cardíacos.
- Anna Wallander como Vera Larsson, sem-abrigo, vive numa caravana abandonada, amiga de Jelle. Morta.
- Björn Andrésen como Benseman, sem-abrigo, antigo bibliotecário, amigo de Jelle, hospitalizado por dois bandidos.
- Gustav Lindh como Liam Olsson, bandido, espanca sem-abrigo, antigo lutador de jaula, recruta Acke.
- Dakota Williams como Andrew Sharew, bandido, antigo lutador de jaula, colega de Liam.
- Josefin Iziamo como Muriel, sem-abrigo, drogada, amiga de Jelle.
  - Não continuou a reabilitação, agora usa uma nova droga ilegal: 5-IT.
- Johan Widerberg como "Minken" Minqvist, pequeno criminoso, antigo informante de Tom.
  - Agiotas ameaçam fazer-lhe mal pois ele foge a pagar-lhes. Tenta envolver Tom nos seus esquemas.
- Kjell Wilhelmsen como Rune Forss, detetive com sócios criminais suspeitos. Rival profissional com desgosto mútuo por Tom.
  - Promovido acima de Mette na sua divisão. Ele tenta livrar-se dela. Prende Tom e nega medicação.
- Stefan Gödicke como Janne Klinga, colega de Rune.
- Dar Salim como Abbas el Fassi, um antigo atirador de facas, auxilia Mette, amigo de Tom.
  - Volta a Marselha, a sua cidade-natal para investigar o homicídio da sua antiga paixão, Samira.
- Michael Segerström como Mårten Olsäter, um psicólogo infantil, marido de Mette.
  - Ajuda Sandra a lidar com o luto após o seu pai ser morto.
- Helena Bergström como Linn Magnusson, CEO da MWM. Perturbada pelos telefonemas de Dan. Morta.
- Malena Engström como Ovette Andersson, prostituta, amiga de Minken.
  - Antigamente trabalhava para Jackie mas foi descartada após ficar grávida de um cliente.
- Leonard Heinemann como Acke Andersson, estudante, filho de Ovette, começa a trabalhar como lutador de jaula.
- Görel Crona como Jackie Berglund, dona de uma loja, antiga prostituta e depois chula.
  - Investigada pela sua lista de clientes, que inclui Rune.
- Angela Kovács como Eva Carlsén, psicóloga social, autora.
- Paloma Winneth como a vítima do homicídio do Caso da Praia.
- Michaela Thorsén como Lisa Edkvist, detetive sargento, equipa de Mette.
  - Rune quer que ela substitua Mette.
- Arvin Kananian como Bo "Bosse" Thyrén, detetive, equipa de Mette.

#### Só temporada 2
- Saga Samuelsson como Sandra Sahlman, estudante secundária, perto do bairro da mãe de Olivia, encontra o seu pai enforcado em casa. Tem problemas a lidar com o luto, torna-se amiga de Olivia, procura ajuda de Mårten.
- Nemanja Stojanovic como Alex Popovic, um jornalista investigativo de TV, trabalha com Olivia para detetar um elo entre mortes prematuras num lar.
- Mårten Klingberg como Jean Borell, dono de Albion, que tem contratos com lares, encobre mortes em Silvergåarden depois de recomendar uma medicação defeituosa.
- Alexandra Rapaport como Charlotte Pram, uma assistente de bordo, tia de Sandra, fica com custódia depois da morte de Bengt.
- Marie Berto como Michelle Fabre, chefe da polícia baseada em Marselha, investiga a morte de Samira. Conhecida de Tom dos seus dias da polícia.
- Reine Brynolfsson como Magnus Thorhed, executor de Jean, limpa o que Jean faz.
- Amanda Ooms como Luna Johansson, dona de um barco, arrenda uma cabine a Tom.
- Anna Bjelkerud como Margit Welin, dirige um dos lares de Albion, ás vezes amante de Magnus.
- Siham Shurafa como Samira Khalil, cega, antiga artista de circo, cantora, atriz. Antigo amor de Abbas. Mais tarde prostituta e estrela porno. Morta e desmembrada em Marselha. Também como Nidal Khalil, irmã mais velha de Samira.
- Robin Stegmar como Thomas Welander, vigário, amigo próximo de Bengt e Charlotte. Ajuda a cuidar de Sandra.
- Cecilia Frode como Gabriella Forsman, agente da alfândega, trabalhou com Bengt.
- Nicky Naudé como Alain Bressant, gigolô de Marselha.
- Jonas Sjöqvist como Bengt Sahlman, agente da alfândega, encontrado enforcado em casa. Pai de Sandra.
- Rebecka Teper como Ann Gunberg, conselheira, encantada por Jean para conceder contratos lucrativos com lares.
- Jean-Yves Tual como Pujol, antigo palhaço de circo, amigo de Samira.
- Anna Tulestedt como Marie Densrup, antiga contorcionista de circo, amiga de Samira.
- Mark Grosy como Philippe Martiin, chulo, pornógrafo e traficante, enganou Samira a trabalhar para ele.
- Najeh Hrichi como Josef, capanga de Philippe, espanca Pujol.

## Episódios

### Série 1 (2016)
| No.1 | Título        | Dirigido por                   | Escrito por                   | Data de estreia original |
| --- | ------------- | ------------------------------ | ----------------------------- | ------------------------ |
| 1 | "Episódio 1"  | Niklas Ohlson, Mattias Ohlsson | Cilla Börjlind, Rolf Börjlind | 6 de março de 2016       |
| Em agosto de 1990, uma grávida desconhecida é enterrada até aos ombros enquanto a maré viva a afoga. Ela grita por ajuda mas é ignorada. Quase 25 anos depois; em junho de 2015, Olivia, uma estudante da academia policial, recebe o homicídio não resolvido do Caso da Praia como um projeto de verão: o que poderia determinar a tecnologia moderna? O seu falecido pai, Arne, era um investigador policial no caso e tornou-se fascinado por ele. A vítima nunca fui identificada e nenhum motivo foi estabelecido. Olivia recuperou as notas do pai e tentou descobrir o antigo investigador principal, Tom, mas ele tornou-se sem-abrigo. Os seus amigos sem-abrigo andam a ser espancados por dois jovens, Liam e Adam, que postam vídeos na internet do seu trabalho. O agente Rune está desinteressado em procurar pelos culpados pois ele acredita que sem-abrigo são viciados em droga e álcool e que não são de confiança. Na Costa Rica, um homem sueco, Dan, dá ao seu amigo uma mala para ele ter no caso de ele não voltar até julho. Olivia contacta a atual detetive chefe, Mette, que não sabe onde Tom se encontra. Uma das amigas de Tom, Vera, vive numa caravana abandonada no terreno municipal. Tom, Vera e outros, vendem revistas de street press numa praça.                                        |               |                                |                               |                          |
| 2 | "Episódio 2"  | Niklas Ohlson, Mattias Ohlsson | Cilla Börjlind, Rolf Börjlind | 13 de março de 2016      |
| Dan chega à Suécia. Olivia supõe que Tom é sem-abrigo e pergunta num abrigo/sede da revista de rua. Quando Tom recebe a sua próxima remessa é-lhe dito, mas ele não está interessado. Olivia vai ao local do homicídio, Nordkoster. Ela pergunta aos locais pelo Caso da Praia e ganha conhecimento de uma antiga prostituta, Jackie, que vivia próxima. Ela vê Dan na praia e filma-o. Mais tarde ele pede-lhe o telemóvel emprestado para chamar um táxi de água. Vera visita uma das vítimas dos crimes no hospital, Benseman. Ela pede a Tom para a levar a casa pois ela tem medo dos ataques. Na casa de Maria, Olivia vê um dos livros de Arne, que descreve serviços de acompanhantes e tem uma foto e descrição de Jackie. Foi escrito por Eva. Vera e Tom partilham refeições e têm sexo. Liam e Adam filmam-os pela janela. Dan toca uma gravação de uma conversa de 1987 com Linn, uma CEO de uma empresa mineira. Linn identifica-o como Nils, o fundador desaparecido da empresa e fica perturbada pelo aúdio. Enquanto Tom vai comprar comida, Adam entra na caravana e espanca Vera enquanto Liam grava. |               |                                |                               |                          |
| 3 | "Episódio 3"  | Niklas Ohlson, Mattias Ohlsson | Cilla Börjlind, Rolf Börjlind | 20 de março de 2016      |
| Tom chama por ajuda para Vera mas esconde-se da ambulância. Olivia encontra-se com Eva para aprender mais sobre Jackie. Nils liga a Linn outra vez e toca mais da gravação. Rune está relutante em investigar os ataques: preferindo esperar por alguém morrer para ganhar mais notoriedade. Eva manda a Olivia uma entrevista em vídeo com Jackie sobre serviços de acompanhantes e a sua lista de clientes. Linn diz ao seu executor Alexander sobre o aúdio de Nils: tem de ser encontrado ou eles vão ficar arruinados. Benseman diz a Tom que Vera morreu. Olivia volta a visitar Eva e vê uma foto dela com o seu irmão mais novo, Servker. Eva conta como Jackie tem uma butique e tinha trabalhado com um rei da pornografia, Carl. Quando Olivia visita Carl num lar, ele finge demência e telefona a Jackie para a avisar. Eva é atacada na sua casa por um homem mascarado. Liam posta o vídeo do espancamento de Vera. Tom muda-se para a caravana de Vera enquanto Olivia volta à sede da revista. Ela aprende que ele vende na praça e vai vê-lo. Inicialmente ele não quer falar com ela. Tom chama um antigo bufo, Minken para o ajudar a descobrir os assassinos de Vera. Nils telefona a Linn e descreve a sua roupa.                                                                                         |               |                                |                               |                          |
| 4 | "Episódio 4"  | Niklas Ohlson, Mattias Ohlsson | Cilla Börjlind, Rolf Börjlind | 3 de abril de 2016       |
| Alexander aconselha Linn a patrocinar um hospital de crianças no Congo como um golpe publicitário para desviar as atenções do uso de trabalho infantil da empresa. Ela diz a Alexander que Nils está em Estocolmo e tem que ser encontrado. Tom olha com atenção para o vídeo e repara que um dos bandidos tem uma tatuagem de CF, querendo dizer que eles são lutadores de jaula. Liam e Adam juntam rapazes jovens, incluindo Acke de 10 anos e leva-os para um espaço subterrâneo para lutarem. Acke arrecada dinheiro para que a sua mãe, Ovette, não tenha mais que se prostituir. Ela confidencia com Minken sobre as pisaduras de Acke. Olivia tira uma foto a Jackie na sua loja e entra. Jackie reconhece-a. Maria quer que Olivia reduza o tempo gasto no Caso da Praia pois está obcecada. Tom vai ao local da luta mas é visto por Liam e Adam, que lhe batem. Tom liga a Minken para ajuda, enquanto Olivia liga a Tom mas Minken atende e pergutna se ela pode fazer primeiros socorros. Nils encontra-se com Linn, dá-lhe uma cópia da gravação e ameaça vingar-se. Olivia volta a casa e é atacada. |               |                                |                               |                          |
| 5 | "Episódio 5"  | Niklas Ohlson, Mattias Ohlson  | Cilla Börjlind, Rolf Börjlind | 10 de abril de 2016      |
| Nils aparece afogado num carro submergido. Mette investiga e reconhece-o. O gato de Olivia está desaparecido após o ataque. A gravação de Linn aborda assassinar um homem inocente. A próxima publicação de Liam é o espancamento de Tom. Minken visita a caravana com comida e pede outra vez para se encontrar com Acke. Jackie fica a saber que Olivia está a investigar o seu negócio e a vítima de homicídio. O carro de Olivia tem problemas, ela levante o capô: o seu gato está cozinhado. Ela conduz até à loja de Jackie e dá-lhe uma chapada. Linn aborda a morte recente de Nils com o seu marido, Bertil, e diz que Nils desapareceu em 1987 depois de roubar 2 milhões. Olivia vê as notícias e reconhece Dan. Os restantes sem-abrigo perguntam a Tom quem os anda a atacar. Mette pergunta a Linn sobre Nils mas ela nega ter existido contacto recente. Tom e Olivia vão a casa de Mette para lhe mostrar o vídeo de Nils. Eles falam sobre os ataques e os lutadores de jaula. Mette diz-lhes que Rune está a investigar os ataques mas Tom recusa-se a trabalhar com ele. Jackie e Rune conferem sobre Olivia e Tom perguntarem por ela. Ove, a testemunha do homicídio, tinha encontrado-se com Dan na Costa Rica e falaram sobre o homicídio. Ove lembra-se de um gancho com cabelo do local do homicídio. |               |                                |                               |                          |
| 6 | "Episódio 6"  | Niklas Ohlson, Mattias Ohlsson | Cilla Börjlind, Rolf Börjlind | 17 de abril de 2016      |
| Mette pede a Abbas para ir à Costa Rica para pesquisar sobre a vida de Nils como Dan. Abbas é um atirador de facas experiente de Marselha, amigo de Tom e Mette. O telemóvel recuperado de Nils revela chamadas para o número de Linn. Ove encontra-se com Olivia e dá-lhe o gancho da cena do crime, por sua vez ela dá-o a Tom que pede à sua ex-mulher e examinadora forense Marianne para analisar o seu ADN. Linn é questionada sobre as chamadas de Nils mas alega que foram silenciosas ou desabafos por parte dela ao autor da chamada. Rune e Janne procuram o local das lutas de jaula e Rune enfrenta Liam e Adam que se defendem e fogem. Os bandidos suspeitam de Acke os ter denunciado. Janne visita Tom na caravana de Vera, que lhe diz que os atacantes provavelmente seguiram as vítimas da praça onde vendem revistas. Abbas viaja até à casa de Dan em Malpais, Costa Rica onde é atacado por dois criminosos locais. Ele defende-se e mata ambos. Abba vai a um bar da cidade vizinha de Santa Teresa onde ele vê uma foto antiga presa num poste: é Nils com a vítima do homicídio. Ele pede à empregada pela foto e ela direciona-o ao seu antigo chefe, Bosques. |               |                                |                               |                          |
| 7 | "Episódio 7"  | Niklas Ohlson, Mattias Ohlsson | Cilla Börjlind, Rolf Börjlind | 24 de abril de 2016      |
| Abbas liga a Mette: Nils conhecia a vítima do Caso da Praia. Basques identifica-a como Adelita Rivera, a namorada mexicana de Dan. Eles estavam à espera de ser pais antes de ela ir para a Suécia. Dan ficou inconsolável quando ela não voltou. Recentemente Dan voltou à Suécia e deixou uma mala para trás. Basques descobre que Dan foi assassinado e dá a mala a Abbas. Tom e Olivia descobrem que o cabelo do gancho não era da vítima. Ele desenha um brinco distintivo encontrado no casaco da vítima mas não era dela (não tinha as orelhas furadas). Abbas é ameaçado com uma arma por outro criminoso e dá-lhe a mala. Está cheia de lixo. Olivia pede a Minken para arrancar um cabelo a Jackie para compara o seu ADN. Olivia reconhece o homem que a atacou: a falar com Jackie. Rune recusa a seguir a ideia de Rune sobre a praça. O chefe de Liam diz-lhe para se livrar de Tom. Mette informa Olivia e Tom sobre Adelita e Nils. Liam vê Acke a falar com Minken e Tom, eles acusam Acke de os denunciar e espancam-o. Ovette pede a Minken para encontrar Acke. Olivia deduz que Nils foi a Nordkoster para fazer o luto de Adelita: ele não sabia da sua morte em 1990. Ele acredita agora que Linn foi responsável.                                                                                       |               |                                |                               |                          |
| 8 | "Episódio 8"  | Niklas Ohlson, Mattias Ohlsson | Cilla Börjlind, Rolf Börjlind | 1 de maio de 2016        |
| Acke é encontrado numa lixeira: espancado mas vivo. Ovette e Minken chegam após o procurarem a noite inteira. Marianne deteta o ADN de Jackie no gancho que Ove tinha da cena do crime. Mette questiona Jackie que admite ter tido sexo na praia com um cliente norueguês. Ela vê Olivia na esquadra. Mais tarde, ela diz a Rune e ameaça acabar com ele se ela for presa. Ovette admite que o pai de Acke era cliente dela no serviço de acompanhantes de Jackie. Tom dorme; Liam e Adam bloqueiam a porta e queimam a caravana de Vera. O agente de Alexander no aeroporto é impedido quando dois polícias, Lisa e Bosse, se encontram com Bosse. Olivia volta a casa: um Tom ferido chega. Abba encontra-se com Mette e Tom na casa de Olivia e dá-lhes as provas de Nils: uma carta escrita em espanhol de Adelita, a acabar com ele, mas mandada uma semana depois da sua morte. Nils mandou-a para Nordkoster para recuperar dinheiro escondido. Olivia não tem um leitor de cassetes, eles não podem ouvir a gravação. Abbas vê o agente de Alexander e neutraliza-o. Mette vai-se embora, Alexander reconhece-a e liga a Linn. Linn sabe que a sua empresa vai ser arruinada e que vai ser presa. |               |                                |                               |                          |
| 9 | "Episódio 9"  | Niklas Ohlson, Mattias Ohlsson | Cilla Börjlind, Rolf Börjlind | 8 de maio de 2016        |
| Bertil chega a casa mais cedo e Linn vê-o no andar de baixo enquanto se suicida. Ela deixa uma nota de suicídio. A equipa de Mette ouve a gravação que tem Nils e Linn a discutir sobre o homicídio de um jornalista em Kinshasa em 1987: Linn mandou-o ser afogado no seu carro. Mette chega a casa de Linn para a prender e encontra Bertil no andar de cima a embalar a sua falecida mulher. Alexander ouve a gravação, ele sabia que existia mas não sabia o seu conteúdo. Ele confirma que Linn ouviu excertos pelo telemóvel, o que a perturbou mas nega que ela tenha matado Nils. Olivia e Mette concordam que ela se matou por causa do conteúdo da gravação. Mette fala com a sua equipa sobre a sugestão de Alexander de que Nils tinha chantageado Linn por vingança pelo homicídio de Adelita. Lisa pede que envelope e selo sejam examinados por ADN. Abbas cuida de Tom enquanto ele recupera. Tom vai à praça e finge estar alcoolizado quando Liam e Adam atacam. Abbas esfaqueia ambos e posta um vídeo online da confissão de Adam sobre ter matado Vera. Quando preso, Liam revela o próximo local da luta de jaula. Enquanto esquadrões da polícia invadem o local, Rune afirma às camêras da media que ele desmantelou a rede criminosa. Olivia lembra-se de onde viu o brinco.                           |               |                                |                               |                          |
| 10 | "Episódio 10" | Niklas Ohlson, Mattias Ohlsson | Cilla Börjlind, Rolf Börjlind | 15 de maio de 2016       |
| Olivia diz a Tom, Abbas e Mette sobre quem usou o brinco. Mette relembra quando viu a marca de nascença de Nils. Ela manda comparar duas amostras de ADN. Olivia descobre o nome de dois drogados que ficaram em Nordkoster, Alf e Sverker. Tom fala com Alf. No dia seguinte, Mette e Tom entrevistam Eva, que era a parceira de facto de Nils. Mette confronta Eva com provas do homicídio de Adelita. Eva admite que escrevei a carta falsa de "Adelita". Ela alega que matar Adelita foi acidental, enquanto tentavam assustá-la para ela contar sobre Nils. Ela foi ajudado pelo irmão, Sverker e o seu amigo, Alf. Os outros dois foram-se embora enquanto Eva fazia mais perguntas e deixou Adelita para morrer na maré viva. 25 anos mais tarde Eva meets Nils na sua ponte favorita, ele explica o homicídio de Kinshasa e o porquê de ter fugido. Eva deixa escapar sobre Adelita, ele lutam e ela empurra e derruba-o. Ela põe Nils no seu carro arrendado, ainda vivo, e dirige-o à água. Tom diz a Olivia que o bebé de Adelita nasceu de cesariana e foi criado por Arne e Maria como a sua filha adotada. |               |                                |                               |                          |